# トマス・アースキン (1705-1766)

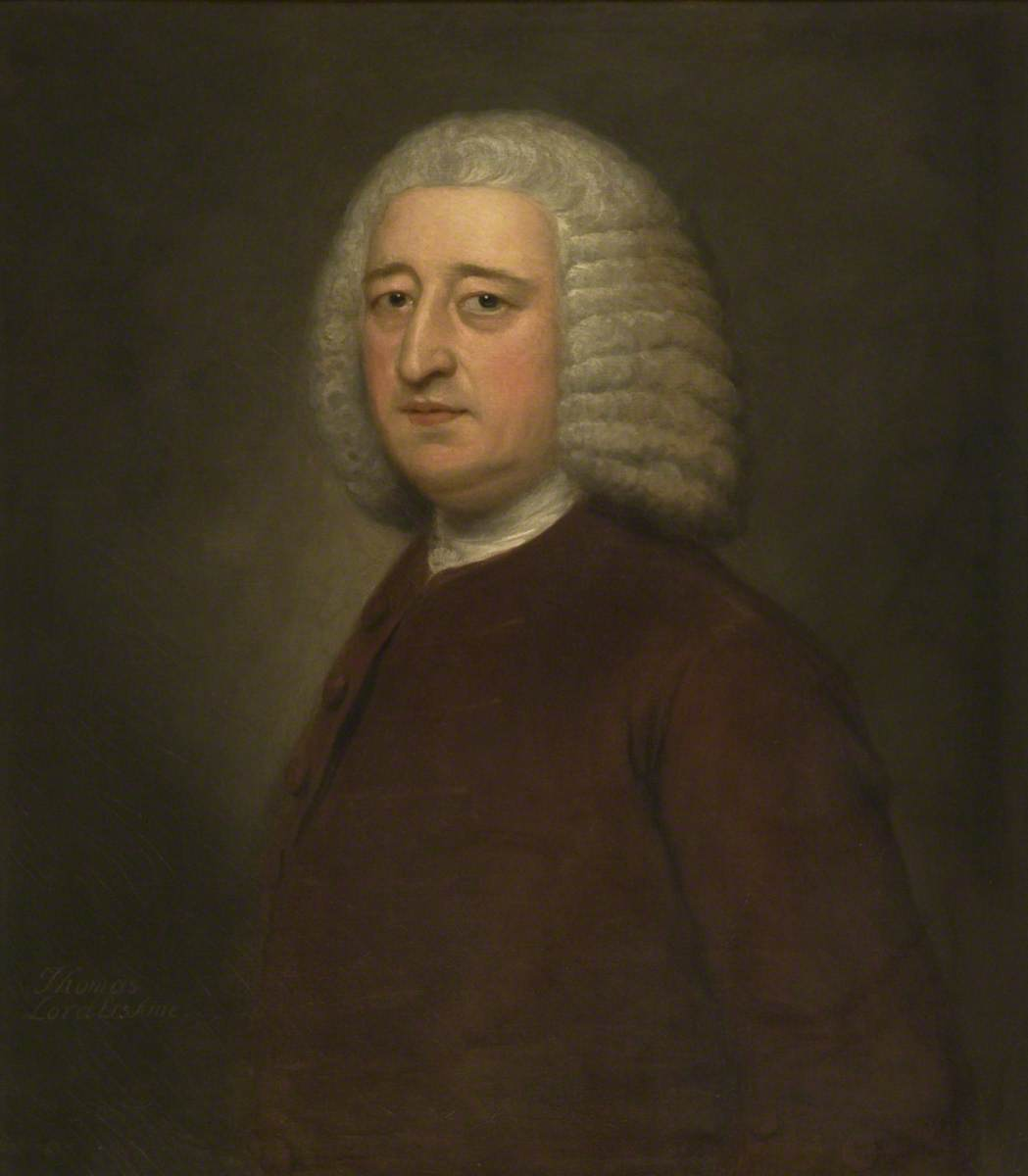
トマス・アースキン
父のジョンが大逆罪で公権を喪失したため、マー伯爵を継承できなかった。

トマス・アースキン（英語: Thomas Erskine、1705年 - 1766年3月16日）は、グレートブリテン王国の政治家。庶民院議員を務めた。

## 生涯
第23代マー伯爵ジョン・アースキンと1人目の妻マーガレット（1686年9月30日 – 1707年4月25日、第7代キノール伯爵トマス・ヘイの娘）の息子として、1705年ごろに生まれ、1715年5月よりウェストミンスター・スクールで教育を受けた。
父が1715年ジャコバイト蜂起を主導したとき、アースキンはウェストミンスター・スクール在学中であり、父が1716年に大逆罪により私権剥奪になってもアースキン自身は私権剥奪されなかった。後にアースキンも父と合流して、1724年にフランスのアイルランド人連隊の1個中隊を率いるに至ったが、1728年に叔父ジェームズがアースキンを帰国させた。ジェームズはアースキンを代表して1725年までに23代伯爵の旧領アロアを買い戻しており、1739年1月6日付でアースキンに与えた。しかし23代伯爵の私権剥奪により、1732年5月に伯爵が死去した後もアースキンはマー伯爵位を継承できなかった。ジェームズはさらにアースキンをロバート・ウォルポールと初代アイラ伯爵アーチボルド・キャンベルに紹介して、スターリング・バラ選挙区で当選させた。
アースキンは1729年に陸軍大尉になり、議会でも陸軍関連の議題で政府を支持したが、ジェームズがアイラ伯爵に「消費税法案に賛成すれば次の会期で家族の名誉が回復される（訳注：マー伯爵位が復活される）」の約束を反故にされたため、アースキンとジェームズは1734年に野党に転じ、アースキンは1734年イギリス総選挙でスターリングシャー選挙区から出馬して、23票対28票で落選した。
1741年10月1日、初代ホープトン伯爵チャールズ・ホープの娘シャーロット・ホープ（Charlotte Hope、1720年3月4日 – 1788年11月24日）と結婚したが、2人の間に子供はいなかった。
ジェームズが与党に復帰した後、アースキンは1747年2月にスターリングシャーで行われた補欠選挙で当選、同年の総選挙で与党候補としてクラックマナンシャー選挙区から出馬して無投票で当選した。1754年イギリス総選挙で出馬せず、議員を退任した。
フリーメイソンの1人であり、1749年から1750年までスコットランド・グランドロッジのグランドマスターを務めた。
1766年3月16日に子供のないまま死去した。